# Apanteles cajani
Apanteles cajani är en stekelart som beskrevs av Wilkinson 1928. Apanteles cajani ingår i släktet Apanteles och familjen bracksteklar. Inga underarter finns listade i Catalogue of Life.